# Swarabat

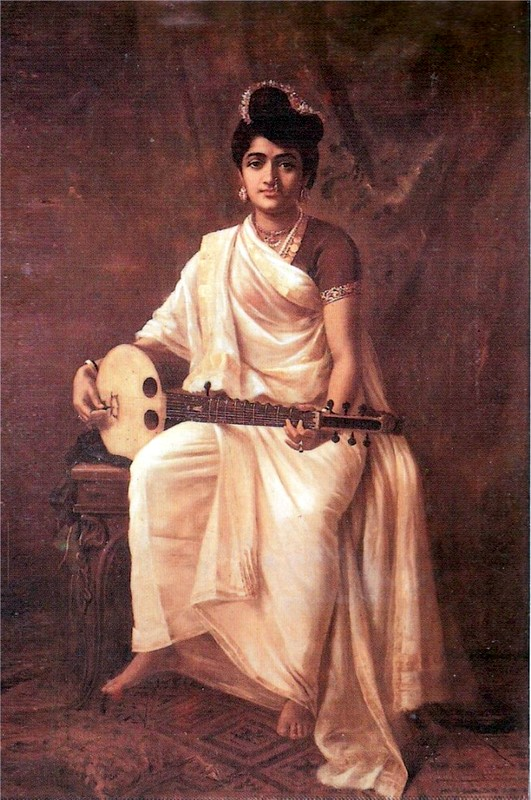
"Dama tocando swarabat". Pintura de Raja Ravi Varma.

El swarabat, swarbat o swaragat es un instrumento de cuerda pulsada del sur de la India. Tiene un cuerpo hecho de madera sobre el que se estira una piel. Encima de esta piel, se coloca un puente sobre el cual traspasan cuerdas de seda, que son pulsadas con un plectro. Produce un timbre similar a un rubab bajo. Algunos personajes que han tocado este instrumento han sido Parmeswara Bhagavathar, Baluswami Dikshitar, el Raja Swati Thirunal, Veene Seshana y Krishna Iyengar.